# Chronologie des actions de la Bande noire
Cette liste non exhaustive regroupe différentes actions revendiquées par les groupes anarchistes se réclamant de la Bande noire, ou qui lui sont imputées ainsi que celles revendiquées sous d'autres noms, mais imputées à cette mouvance.

## 1878
- Dans la nuit du 14 juillet au 15 juillet deux présumés mouchards nommés Jeunehomme et Vindiollet sont victimes de représailles. Ils sont tabassés et Vindiollet est laissé pour mort sur la route. Cette vengeance semble être l’œuvre d'une société secrète, prémisse de la Bande noire[1].

## 1881
- En février, un homme est invité à rejoindre la Bande noire, mais réticent et accusé de trop parler il est finalement roué de coups, puis abandonné en ayant été averti que s'il parlait « on lui ferait son affaire »[2].
- Entre février et juillet, de nombreuses menaces signée par la Bande noire, ainsi que le « Comité exécutif de France », sont envoyées au curé Gaulthier, à un maître mineur et à un ingénieur de la compagnie des mines[3].

## 1882
- Dans la nuit du 17 juin au 18 juin des reposoirs préparés pour une procession le lendemain sont jetés dans un étang[4].
- Dans la nuit du 5 août au 6 août, destruction de la croix de mission du Bois du Verne, la croix des Alouettes est renversée, une tentative est faite contre celle de Sanvignes-les-Mines[5],[6].
- Entre le 11 et le 13 août[4] la croix des Alouettes est à nouveau détruite ainsi que la barrière qui servait de clôture autour du piédestal, les croix du Bois Roulot, du Bois-du-Verne et du Bois Boulay sont renversées[7], une tentative a lieu au hameau de Sauvigny[8]. Au Bois-du-Verne une grosse pierre de charbon est lancée contre une fenêtre d'une maison habitée par le desservant de la chapelle[5]. À Blanzy une petite croix placée au-dessus de la porte d'entrée d'un pensionnat des sœur est subtilisée, un témoin affirme avoir vu cinq individus attacher et descendre la croix[9].
- Dans la nuit du 13 août au 14 août les membres de la Bande noire s'en prennent à une statue de Notre-Dame des mines[4] à Montceau-les-Mines, ils tentent de la faire tomber avec des cordes mais échouent, puis ils utilisent de la dynamite qui endommage le socle. Ils détruisent durant la même nuit, à Saint-Vallier, la Croix de la Fleur, datant du Moyen Âge et où se rendaient alors les processions lors des rogations[10]. Un peu plus tard ils s'en prennent à la maison du père Beaubernard ancien conseiller municipal sous l'Empire, sous prétexte qu'il a laissé ériger une statue de la Vierge sur une colline surplombant Montceau-les-Mines, ils brisent des vitres et une palissade et l'obligent à leur remettre une petite somme d'argent[9].
- Dans la nuit du 14 au 15 août, trois croix situées à Saint-Berain-sous-Sanvignes, Blanzy, et Saint-Vallier sont renversées, puis brisées à coup de massues[4].
- Le 15 août, une émeute des sympathisants et membres de la bande noire éclate, deux-cents à cinq-cents mineurs y participent[11]. Une armurerie est pillée par la bande du Bois-du-Verne et les armes sont redistribuées aux manifestants. La chapelle du Bois-du-Verne est incendiée, saccagée et la rosace de l'entrée est détruite par une bombe[12]. Ils pénètrent dans l'école des sœurs où ils cassent des carreaux ainsi que la porte du vestibule. Ils brisent aussi les vitres de plusieurs habitations voisines. Les jours qui suivent plusieurs incidents isolés se reproduisent : la chapelle du Magny est attaquée et des coups de feu sont tirés dans la nuit[2]. Deux-mille soldats sont alors déployés dans la crainte d'une nouvelle émeute et une vingtaine (voir une trentaine[13]) de mineurs sont arrêtés[14].
- Entre août et octobre de nombreuses menaces de mort signées par un « comité exécutif révolutionnaire » sont adressées à des contremaîtres des mines, au directeur commercial de la tuilerie de Montchanin et à un grand propriétaire terrien à Saint-Vallier. Le 12 octobre 1882 une affiche est placardée, elle est signée « un chef de la Bande noire » et menace « le voleur Langeron »[15].
- Le 18 septembre, deux coups de revolvers sont tirés sur la devanture d'un cordonnier, bien qu'aucun motif de représailles valables ne soit trouvé, l'attaque est imputée à la Bande noire[16].
- Le 24 septembre plusieurs croix sont démolies dans les communes de Gourdon et du Mont-Saint-Vincent[17].
- Le 1er octobre et le 2 octobre, deux croix sont détruites : une à Sanvignes-les-Mines appartenant à un certain Villedieu et une à Blanzy, propriété de la compagnie des mines[18].
- Le 3 octobre a lieu une tentative d'émeute dans les rues de Blanzy et de Montceau-les-Mines. Une vitre d'une aubergiste est brisée[19].
- Dans la nuit du 7 au 8 octobre six croix sont détruites à Montceau-les-Mines, Saint-Vallier, Sanvignes-les-Mines et Pouilloux[20].
- Le 11 octobre, une croix appartenant à un médecin est détruite à Montceau-les-Mines[18]. Les vitres d'un aubergiste sont brisées, et des affiches anarchistes placardées[19].
- Dans la nuit du 11 au 12 octobre deux charges explosives explosent chez Claude Gardenet contremaître à la tuilerie de Saint-Vallier[20], les vitres ainsi qu'une partie de l'escalier sont soufflées par les explosions. C'est le premier attentat visant directement une personne[18].
- Le 13 octobre, une croix est dynamitée à Génelard[20],[21]. Au Puits-Sainte-Elisabeth un contremaître essuie deux tirs de revolver qui ne l'atteignent pas[22].
- Dans la nuit du 14 au 15 octobre, une cartouche explose chez la maître mineur Jean Saunier mais épargne le bâtiment, à quelques minutes d'intervalle une autre cartouche explose devant la porte du chef de poste Ducarouge[23].
- Le 16 octobre, un paquet de 15 cartouches de dynamite est découvert caché près de l'école des sœurs de Sanvignes-les-Mines[24].
- Le 20 octobre, une cartouche explose dans la cour du presbytère de Saint-Vallier et fait voler en éclats les vitres[23].
- Le 15 décembre, deux cartouches de dynamite explosent, en plein procès des membres de la Bande noire, chez un marqueur de l'usine de la Briquette nommé Martin. Il semblerait toutefois, selon un rapport de gendarmerie, que ce soit le brigadier des gardes de la compagnie, nommé Jeannet, qui était la cible et que les cartouches ont été placées chez la mauvaise personne[25].

## 1883
- Le 10 février, la fenêtre du marqueur Perrin, au Magny, est la cible d'un tir de revolver, la même nuit deux croix sont renversées à Saint-Eusèbe[26].
- Le 21 février, les portes de jardin de trois employés de la compagnie des mines sont enlevées, l'une d'elles est jetée dans la rivière voisine[27].
- Dans la nuit du 23 au 24 février, un bâton de dynamite explose sous la fenêtre du maître mineur Saunier, à Montceau-les-Mines[28]. Une autre explosion de poudre comprimée a lieu devant le magasin d'un épicier[29].
- Le 25 février des coups de feu sont tirés sous les fenêtres des frères Maristes à Bellevue[28].
- Le 10 mars des coups de feu sont tirés sur le domicile d'un marqueur de la mine nommé Benoît Perrin[30].
- Le 29 mars à Montceau-les-Mines, une explosion de dynamite sous la fenêtre du maître mineur Camus cause d'importants dégâts matériels[31].
- Dans la nuit du 7 au 8 avril, une bombe explose chez un dénommé Ducarouge causant d'importants dommages[30],[32].
- Dans la nuit du 21 au 22 avril une petite cartouche de dynamite explose chez un mineur nommé Aufort à Montceau-les-Mines, mais le lien avec la mouvance anarchiste n'est pas avéré[30].
- Le 23 avril, une bombe explose chez un mineur nommé Ménager aux Alouettes, l'explosion ne cause aucun dégât[33].
- Les 12 mai, 10 juin et 30 octobre dans le village de Bel-Air, l'ingénieur Michalowski qui avait accepté de faire une expertise d'explosions suspectes pour le compte du parquet de Charolles en février 1883 voit sa chambre à coucher dynamitée 3 fois, mais il y échappe à chaque fois[34],[35].
- Le 20 mai, le directeur de la tuilerie de Saint-Pierre est la cible de menaces, le garde particulier de la tuilerie voit deux de ses vitres, ainsi qu'une cloison et un placard endommagé par une grosse pierre. Trois ouvriers des mines sont le même jour tabassés par sept ou huit individus[36].

## 1884
- Le 11 mai, cinq cartouches explosent chez un dénommé Philippe Bois dans le hameau du Bois-du-Leu à Sanvignes-les-Mines et font des dégâts matériels mais sans qu'on puisse relier ça à la mouvance anarchiste[37].
- Le 14 juillet, 45 kg d'explosif et 210 m de mèche sont dérobés à Perrecy-les-Forges[38].
- Le 13 août  la maison de l’ingénieur Louis Chevalier, second du Directeur des mines de Perrecy-les-Forges est dynamitée par l'emploi de soixante cartouches, il est légèrement blessé, mais son épouse est grièvement blessée à la tête. Les dégâts sont énormes[39].
- Dans la nuit du 14 au 15 août, la maison du maire de Sanvignes-les-Mines, François Grelin, est prise pour cible, une bouteille contenant des explosifs et des balles de plomb est lancée à travers une porte vitrée[40].
- Dans la nuit du 15 au 16 août, dans le quartier du Bois du Leu dans la commune de Sanvignes-les-Mines une cartouche placée dans le trou de vidange d'un évier explose dans la maison d'un ouvrier boiseur accusé d'avoir eu « la langue trop longue »[40].
- Le 21 août, six cartouches de dynamite sont déposées en bas de la Croix de mission du Magny, la mèche s'éteint avant d'avoir communiqué le feu à l'explosif[41].
- Le 3 septembre, des cartouches de dynamite sont à nouveau déposées en bas de la Croix du Magny, mais la mèche fait long feu peu après l'allumage. Dans le même temps de nombreuses menaces de mort sont reçues, notamment par le maire de Blanzy[42],[43].
- Le 15 septembre, une charge de dynamite est placée contre la chapelle du Magny, l'explosion détruit la porte ainsi que des chaises et des vitres[41].
- Le 23 septembre, attentat contre la maison d'un contremaître à l'usine de produits céramiques de Ciry-le-Noble dans cette même commune[44]. La même journée la Croix du Magny est la cible d'un nouvel attentat, la deuxième marche est brisée mais la croix résiste[41].
- Le 28 septembre, une charge explose contre la demeure d'un garde-chasse personnel de M. Chagot, à Sanvignes-les-Mines. L'explosion détruit une porte et brise soixante-deux vitres dans le voisinage[41].
- Dans la nuit du 1er au 2 octobre, attentat contre une épicerie tenue par un contremaître de l'usine de produits céramiques à Ciry-le-Noble. Les dégâts sont considérables[45].
- Le 15 octobre, la maison du marqueur Etienney à Montceau-les-Mines est la cible d'une tentative d'attentat, la mèche est éteinte par un voisin[46].
- Le 21 octobre, un tube en fer rempli de dynamite est retrouvé sur le seuil de la chapelle du Magny, la mèche s'est éteinte avant l'explosion[47].
- le 7 novembre, nouvelle tentative de dynamitage contre la maison du marqueur Etienney, mais un piège est monté dans le même temps par la gendarmerie et un informateur. La personne, nommée Gueslaff, censée poser la bombe tire alors sur deux gendarmes et sur le maréchal des logis qui sont tous les trois grièvement blessés[46].

## 1885
- En janvier, un paquet de poudre accompagné d'une mèche qui n'a pas brûlé est retrouvée contre un réservoir d'huile de schiste dans une usine au lieu-dit de Le Ruet dans le hameau de La Comaille, la Bande noire est accusée[48].
- Le 7 janvier, attentat contre les bureaux de la tuilerie de Montchanin, les dégâts sont légers[49].
- Le 10 janvier, une charge explose dans la cour du presbytère à Sanvignes-les-Mines[49].
- Le 11 janvier, une religieuse en charge de l'école de la tuilerie à Montchanin découvre un engin explosif qui ne cause qu'une petite détonation[49].
- Le 6 avril, une cartouche de dynamite explose à Perrecy-les-Forges, sans causer de dégâts[49].
- Le 26 juillet, une nouvelle explosion a lieu dans la cour du presbytère à Sanvignes-les-Mines, les dégâts sont matériels[50],[51].
- Le 20 octobre, une cartouche explose au domicile d'Anne Vannier, épouse du mouchard Brenin. C'est le dernier attentat connu des Bandes noires[52].